# 列卡度·哥斯達
列卡度·米格爾·莫雷拉·達·哥斯達（葡萄牙語：Ricardo Miguel Moreira da Costa，1981年5月16日—），簡稱列卡度·哥斯達（葡萄牙語：Ricardo Costa），出生在加亞新城，是一名葡萄牙足球員，司職後衛，主要出任中堅。

## 球會
哥斯達出身自博維斯塔的青訓，當他還是學徒球員時便轉投鄰近的波圖。2002年，他在對母會博維斯塔的同城打吡中首次在葡超上陣，但他一直都未能擔任正選，隨後球季他相繼擔任佐治·哥斯達、佩德罗·埃马努埃尔、比比和般奴·艾維斯的後備。
2007年7月，由於缺乏上陣機會，哥斯達加盟德甲球會禾夫斯堡。2007/08球季，他初時的表現並不穩定，後來卻變成無可置疑的正選球員，協助球隊打入2008/09赛季欧洲联盟杯決賽週。
2009年夏天，哥斯達原本將轉會至薩拉戈薩，但交易因兩支球隊未能達成協議而未能完成。這宗交易最終在2009年7月29日取消，他因而返回禾夫斯堡。
2010年1月28日，哥斯達在禾夫斯堡得不到重用，被外借至法國球會里爾。5月17日，他協助里爾在法甲取得第四名。其後約滿禾夫斯堡，以自由身轉會至西班牙大球會華倫西亞並簽訂四年合約。

## 國際賽
哥斯達曾經是葡萄牙U21的成員，亦曾參與雅典奧運的足球賽事。
2005年，哥斯達首次獲得葡萄牙徵召出戰2006年世界盃，他在季軍戰對德國的賽事中上陣。
2010年5月10日，在葡萄牙領隊卡路士·昆洛斯公佈2010年世界盃葡萄牙隊的臨時名單中，哥斯達榜上有名，使他自四年來再度重返國家隊。他在2010年世界盃總共上陣兩次，都是擔任右閘，分別是在小組賽以0-0戰平巴西和在16強以0-1的比分不敵西班牙的賽事，他在對西班牙隊的賽事進行至最後一分鐘時被逐離場。

## 榮譽
波圖
- 歐洲足協盃：2002–03
- 歐洲聯賽冠軍盃：2003–04
- 洲際盃：2004
- 葡超：2002–03、2003–04、2005–06、2006–07
- 葡萄牙盃：2003–04、2005–06

禾夫斯堡
- 德甲：2008–09

勳章
- 功績勳章：維索薩鎮聖母無原罪勳章（英语：Order of the Immaculate Conception of Vila Viçosa）（布拉甘薩家族－布拉甘薩公爵（英语：Duke of Braganza））[8]

## 外部連結
- （英文）Stats and profile at Zerozero （页面存档备份，存于）
- （葡萄牙文）Stats at ForaDeJogo （页面存档备份，存于）
- （德文）Bundesliga stats （页面存档备份，存于）
- （英文）列卡度·哥斯達在National-Football-Teams.com的資料